# Rohozenská kotlina
Rohozenská kotlina je geomorfologický okrsek tvořící součást Pacovské pahorkatiny. Sníženinu omezuje na severovýchodě výrazný zlomový svah. Povrch tvoří žuly a jejich plášť. Levé přítoky Jihlavy mají rozevřená údolí. Nejvyšším bodem je Skála (676 m), která se nachází severně od obce Těšenov. Na povrchu převažují pole a louky.